# Tabaqueros
Tabaqueros es una aldea española perteneciente al municipio de Villamalea, en la provincia de Albacete, dentro de la comunidad autónoma de Castilla-La Mancha. 
En 2017 tenía 1 habitante según los datos oficiales del Instituto Nacional de Estadística.
Hasta el tercer tercio del siglo XX, fue uno de los principales núcleos de población en el sureste de dicho término municipal, dominando la parte alta de la depresión del río Cabriel, del que dista unos 8 km a la altura de la aldea de Tamayo. La importancia demográfica de la aldea le permitió mantener recursos comunitarios, como la escuela municipal, hasta los años 1970. Situada junto a la rambla del mismo nombre, su renta se ha basado tradicionalmente en la ganadería y la agricultura de secano.
- Datos: Q6137722
- Multimedia: Tabaqueros, Villamalea / Q6137722